# KoKoDo Jûjutsu
Le KoKoDo Jûjutsu (皇光道柔術) est un budô traditionnel japonais (日本伝統武道) spécialisé dans les blocages articulaires, les projections et les points de pression.

## Historique
École de jûjutsu créée en 1995 par Soke Irie Yasuhiro (入江安博) qui débuta au Hakkoryu So Honbu Dojo en 1969 et fut formé directement par Shodai Soke Okuyama Ryuho.
En 1971, il obtint le titre de Shihan et pendant plus de 20 ans, en tant que chef instructeur de cette école, il mit tout son cœur et toute son énergie à la diffusion de cet art.
Beaucoup d'occidentaux et de Nord-Américains se sont rendus au Honbu dojo Hakkoryu pour étudier et Irie Yasuhiro (入江安博) y était leur professeur principal.
En 1977, il reçoit le plus haut grade de l'école et la même année, Ryuho Okuyama lui décerne le titre de « Jodai ». En 1990, il crée la clinique Kokodo, où il pratique et enseigne le Shiatsu, l'acupuncture, les Moxa et le reboutage.
Après avoir diffusé l'art et formé de nombreux Shihan dans le monde entier, Soke Irie quitta l'Hakkoryu pour des raisons personnelles et forma sa propre école qu'il appela Kokodo.
Fort de la renommée acquise au Hakkoryu, Irie Yasuhiro senseï développe rapidement son école un peu partout dans le monde (États-Unis, Canada, Europe, Proche-Orient, etc.)

## Spécificités techniques
Bien que l'on retrouve forcément une similitude avec l'enseignement du Hakkoryu jûjutsu, les techniques affinées par Soke Irie sont parfois d'une forme plus « arrondie ».

## Vidéo
- La chaîne Youtube officiel